# CEATL
Le Conseil européen des associations de traducteurs littéraires (CEATL) est une association internationale sans but lucratif (AISBL) régie par la loi belge, créée officiellement en 1993 pour faciliter l'échange d'idées et d'informations entre associations de traducteurs littéraires de différents pays européens, et renforcer les actions visant à améliorer le statut et les conditions de travail des traducteurs littéraires.

## Histoire
Lors des Assises de la traduction littéraire à Arles, en 1987, a eu lieu une réunion informelle de traducteurs qui avaient l'idée de fonder une association au niveau européen.
C'est en 1993 que le CEATL a été créé officiellement comme association internationale sans but lucratif. Les pays membres fondateurs étaient l'Allemagne, l'Autriche, la Belgique, l'Espagne, la France, la Grèce, l'Italie, les Pays-Bas et la Suisse.
En 2025, le CEATL rassemblait 38 associations de traducteurs littéraires de 30 pays d'Europe et représentait environ 10 000 auteurs individuels. 

## Objectifs
Le CEATL rassemble des informations qui concernent la situation de la traduction littéraire et les conditions de travail des traducteurs dans les pays membres et partage les expériences et exemples des meilleures pratiques observées dans ces pays. Il procède régulièrement à des enquêtes statistiques sur des questions liées à la profession : statut juridique, conditions de travail, et plus récemment, usage de l'IA en traduction littéraire.
En outre, il défend les intérêts juridiques, sociaux et économiques des traducteurs littéraires d'Europe de différentes manières, y compris une action de lobbying auprès de l’Union européenne et d’éventuelles réactions publiques aux événements ou tendances ayant une incidence sur cette profession ou sur la qualité de la traduction littéraire. Il aide individuellement les associations membres à renforcer la position des traducteurs littéraires de leur pays.
Le CEATL publie une revue gratuite, bilingue et en entièrement en ligne, Contrepoint/Counterpoint, qui a paru deux fois par an jusqu'en 2024.

## Procédure
Les délégués des associations membres se réunissent une fois par an à l’occasion de l’Assemblée générale, qui est organisée à tour de rôle par les associations. Le comité exécutif du CEATL est composé d’au moins trois membres élus, dont le mandat est de deux ans, avec possibilité de réélection. Le comité exécutif met en œuvre les résolutions votées au cours de l’Assemblée générale et entreprend toute action nécessaire à la réalisation des objectifs du CEATL. 
Les groupes de travail (Conditions de travail, Droit d'auteur, Visibilité, Formation et éducation, Bonnes pratiques, IA, financement) se réunissent en cours d'année pour mener à bien des projets spécifiques.
En octobre 2024, le CEATL a organisé les Rencontres européennes de la traduction littéraire au Parlement européen de Strasbourg, consacrées en particulier à "la circulation des œuvres traduites en Europe et au-delà", avec 80 intervenants d'une trentaine de pays.